# Verny (Moselle)
Verny (Duits: Werningen) is een gemeente in het Franse departement Moselle (regio Grand Est). De plaats maakt deel uit van het arrondissement Metz. Verny telde op 1 januari 2022 2.056 inwoners.

## Geografie
De oppervlakte van Verny bedroeg op 1 januari 2022 3,9 vierkante kilometer; de bevolkingsdichtheid was toen 527,2 inwoners per km².

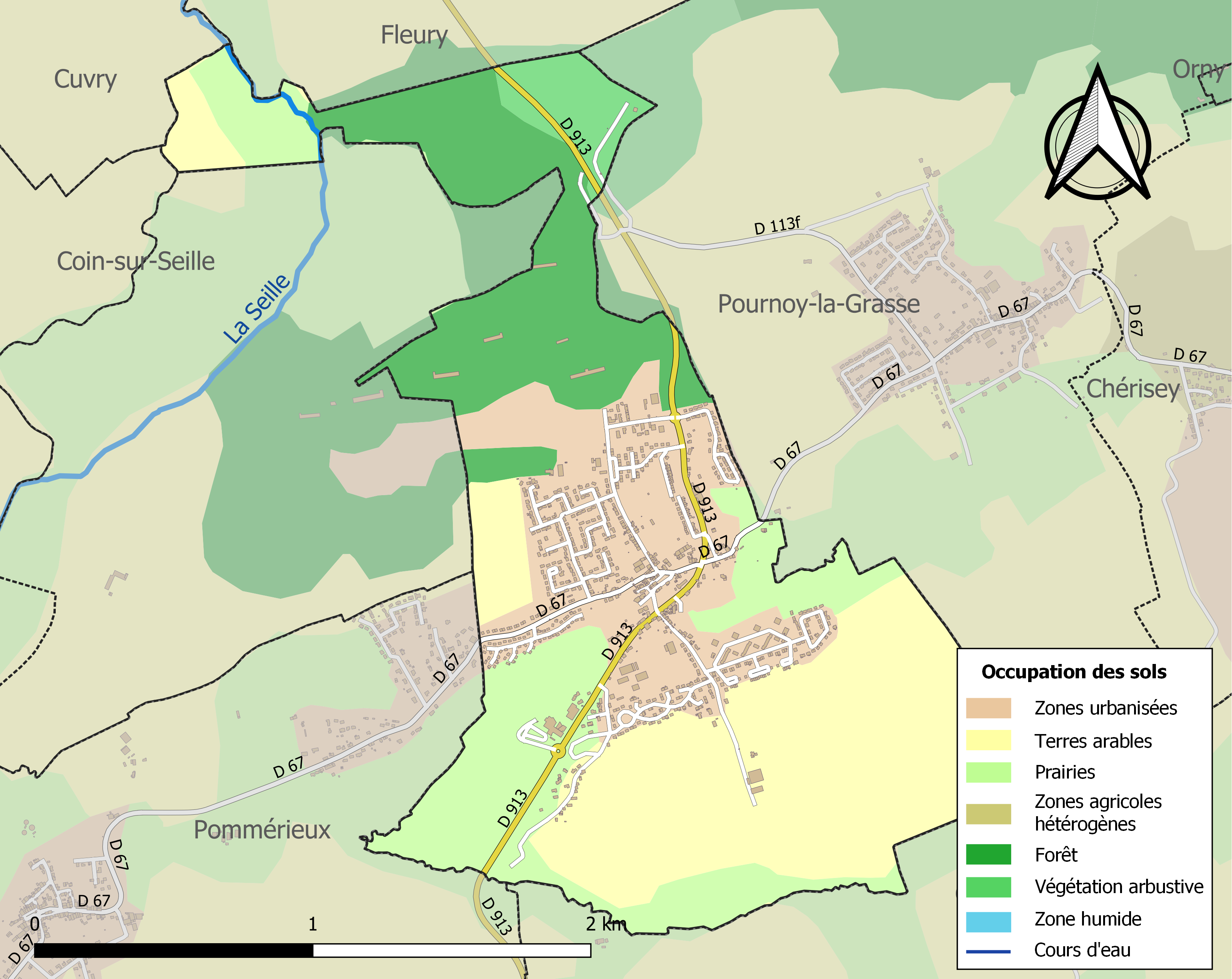
Kaart van de gemeente met de belangrijkste infrastructuur, bodemgebruik en omliggende gemeenten

## Demografie
Onderstaande figuur toont het verloop van het inwonertal (bron: INSEE-tellingen).